# Gahlenz
Gahlenz is een plaats in de gemeente Oederan in de Duitse deelstaat Saksen, en maakt sinds 1-1-2007 deel uit van de stad Oederan in het district Freiberg.

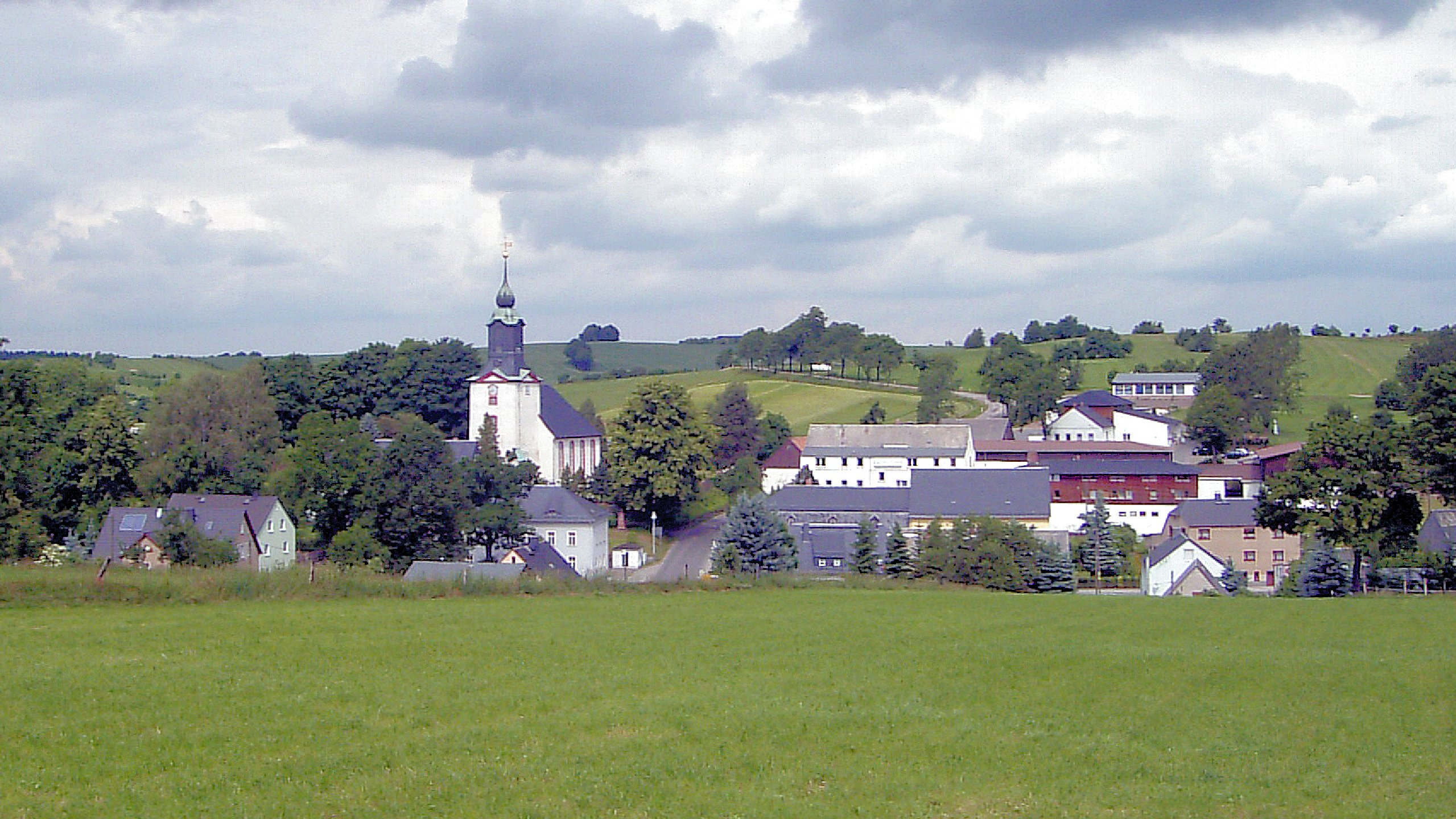
Gahlenz

Gahlenz telt 917 inwoners.